# 엑소더스 (1948년 영화)
엑소더스(Il grido della terra, Exodus)는 이탈리아에서 제작된 뒬리오 콜레티 감독의 1949년 드라마 영화이다. 마리나 베르티 등이 주연으로 출연하였다.

## 출연

### 주연
- 마리나 베르티
- 안드레아 체치
- 비비 지오이
- 카를로 닌치